# دليل أكسفورد للسينما اليابانية
دليل أكسفورد للسينما اليابانية، هو كتاب واقعي لعام 2010م نشرته مطبعة جامعة أكسفورد وحرره دايسوكي مياو.